# Piracuruca
Piracuruca est une municipalité brésilienne située dans l'État du Piauí.